# IFAK

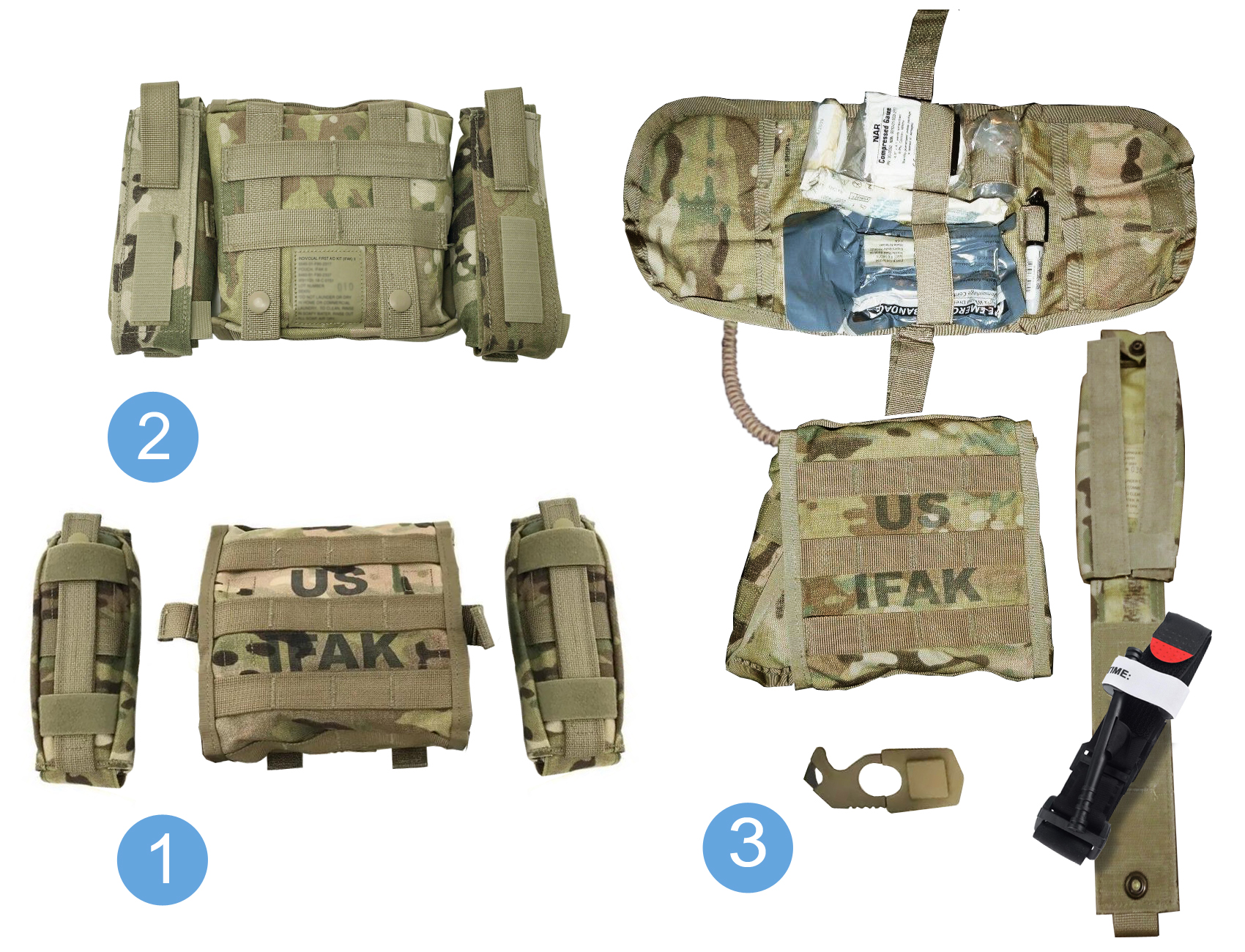
Аптечка IFAK II. 1. Вигляд спереду, підсумки з турнікетами відчеплені. 2. Вигляд ззаду, підсумки з турнікетами причеплені. 3. Аптечка розпакована

IFAK (абревіатура від англ. Individual First Aid Kit) — стандартна індивідуальна аптечка НАТО.[джерело?]
Аптечка IFAK відповідає протоколам надання допомоги на полі бою M.A.R.C.H./ТССС. Призначена для допомоги при зупинці критичних кровотеч (перед усім артеріальної ) з кінцівок (при пораненні), пошкодженнями грудної клітки (відкритий пневмоторакс) та іншими пораненнями. Будь-якого певного місця для носіння аптечки немає, але в одному підрозділі аптечка у кожного бійця повинна розміщуватися в одному і тому ж місці на спорядженні 2-ї лінії. Бійцям слід визначитися, що всі носять її, наприклад, на бронежилеті зліва, чи на ремінно-плечовій системі (РПС) з заднього боку. Це потрібно для того, щоб у разі поранення не витрачати час на пошук аптечки на спорядженні пораненого або рюкзаку.
Станом на початок 2023 року в Армії США використовується модернізована аптечка IFAK II.[джерело?] Відрізняється від моделі першого покоління зміненою формою підсумок, наявністю двох турнікетів CAT в індивідуальних підсумках, замість одного, закріпленого на підсумку аптечки, як було у першого покоління. Крім того, додані стропоріз, щиток для ока та оклюзійний грудний пластир.

## Вміст IFAK
IFAK містить:

### Кровоспинні засоби
- Джгут для зупинки артеріальної кровотечі CAT (англ: Combat Application Tourniquet). На відміну від джгута Есмарха, може накладатися однією рукою. Забезпечує контрольований стиск та ослаблення, може накладатися прямо на одяг. Бажано мати як мінімум два джгути — один в  аптечці, а інший у спеціальному підсумку зовні — на самій аптечці та на амуніції. Ідеально — 4 джгути — по одному для кожної кінцівки. В аптечці IFAK II два джгути в індивідуальних підсумках входять до комплекту.
- Бандаж для першої допомоги з аплікатором для тиску на рану (англ: The First Care Bandage). Також називається «Ізраїльський бандаж» — замінює собою давлячу пов'язку та індивідуальний перев'язувальний пакет. Завдяки унікальній конструкції бандаж накладається навіть однією рукою (що є актуальним при пораненні постраждалого в одну з рук) без допоміжних засобів.
- Кровоспинний бинт (QuikClot Combat Gauze). Гофрований бинт з гемостатичним просоченням, призначений для зупинки сильних кровотеч, а також для щільного тампонування рани. Спроєктований таким чином, що видно на рентгенограмі, що дозволяє легко ідентифікувати засіб у раневому каналі. Виготовлений на основі гемостатиків хітозану чи каоліну (Celox, ChitoSam). Гемостатик не відшаровується від бинта, гарантуючи якісну тампонаду та усунення кровотечі. Використовується для тампонування ран із кровотечею та утворення штучного тромбу при взаємодії хітозану з кров'ю. У ранніх варіантах аптечок IFAK кровоспинний засіб був у вигляді гранул, якими посипалася рана.

### Засіб забезпечення прохідності дихальних шляхів
Назофарингеальний (носоглотковий) повітропровід (The Pro-Breathe, Kendall Argyle та ін.) Необхідний для відновлення прохідності дихальних шляхів. Це гнучка латексна трубка, яка використовується для введення носового проходу. При втраті свідомості язик може запасти, що викличе задуху. Введення повітроводу в носову порожнину при пораненні дозволяє зберегти життя потерпілого, створюючи незалежний повітроводний канал для дихання.

### Засоби для боротьби з порушеннями дихання
- Оклюзійний грудний пластир (HyFin, Halo та ін.) — застосовується для герметизації поранень, що проходять в грудну клітку(відкритому пневмотораксі). Штатно є тільки в аптечці IFAK II.
- Спеціальна маска з клапаном для штучного дихання методом «рот-в-рот» (CPR Face Shield або ін.). Наявність не обов'язкова.

### Засоби для зупинки малих кровотеч, підтримки кровообігу, боротьби з шоком та інші
- Бинт для тампонади (NAR Compressed Gauze) рулон високоякісної бавовняної марлі, у вакуумній обгортці для стерильності й компактності, призначений для зупинки кровотеч та перев'язування ран.
- Щиток для ока. Невеликий овальний диск із прокладкою по обідку та вентиляційними отворами в корпусі. Спроєктований для накладки на пошкоджене око бійця з метою зняття натиску на очне яблуко, коли поранена голова солдата обмотується пов'язкою. Штатно міститься тільки в аптечці IFAK II.
- Пластир нетканий(фіксація щитка та назофарингеального повітропровода)
- Протиопікова пов'язка (Burnshield). Засіб першої допомоги при опіках та відкритих ранах, прискорює загоєння та запобігає ускладненням після опіків та ран.
- Термоковдра HRS — тонка поліетиленова плівка, покрита металізованим напиленням золотистого та сріблястого кольору з різних боків, завдяки чому відбиває до 80 % тепла, що випромінюється тілом, і дозволяє підтримувати необхідну терморегуляцію, уникаючи перегріву або переохолодження.
- Трикутна хустка. Застосовується для зупинки кровотечі. Також може використовуватися як пов'язка на різні частини тіла, для фіксації кінцівок і т. і.
- Ножиці парамедичні (також зустрічається найменування «тактичні ножиці») — призначені для швидкого та безпечного розрізання одягу на постраждалому для оперативного доступу до рани.
- Стропоріз. Застосовується для різання спорядження та амуніції. Штатно міститься тільки в аптечці IFAK II.
- Рукавички медичні(нітрил) Хороші - NAR. Краще мати дві пари, надягати одну пару поверх другої, намалювавши хрест на тильних сторонах першої пари. Якщо верхні рукавички порвуться — хрест стає видно, і слід посилити обережність, оскільки залишилася лише одна пара рукавичок.
- Картка пораненого. Персональна карта для оперативного позначення поранень та травм, дозволяє прискорити процес медичної допомоги при вступі до медустанови.
- Незмивний маркер. Потрібен для фіксування часу накладання джгута, заповнення картки пораненого.
- Пластир антибактеріальний.
- Пілпак - парацетамол 1000 мг, мелоксикам 15 мг, моксифлоксацин 400 мг

### Джерело світла хімічне (Cyalume)
Автономне джерело світла для ідентифікації та надання допомоги пораненому в темряві й т. ін. Залежно від моделі гарантовано дає освітлення від пів години до доби.

### Ліки
- знеболювальні ненаркотичні (парацетамол, ібупрофен, диклофенак)
- антибіотики (цефалексин, норфлоксацин або амоксицилін та ін.)